# Charles-Emmanuel-Polycarpe de Saint-Mauris
Charles-Emmanuel-Polycarpe, marquis de Saint-Mauris (26 mai 1753, château de Châtenois (Haute-Saône) - 15 mars 1839, château de Colombier (Haute-Saône), est un militaire et homme politique français.

## Biographie
D'une vielle famille de Franche-Comté, il suivit la carrière militaire. Sous-lieutenant au régiment de Saint-Mauris en 1764, capitaine de dragons en 1768 et colonel du régiment de Bauffremont en 1787, il émigra à la Révolution, avec ses deux frères et ses deux fils, et fit campagne à l'armée de Condé. 
Il rentra en France après le 18 brumaire, et reprit les armes lorsqu'il sut que le comte d'Artois était à Bâle. Royaliste ardent, Saint-Mauris fut nommé en 1814 inspecteur et commandant des gardes nationales de la Haute-Saône, puis maréchal de camp en 1815.
Il est gouverneur de l'Ordre de Saint-Georges de Bourgogne de 1823 à 1839.
Le marquis de Saint-Mauris fut nommé Pair de France le 5 novembre 1827. Il quitta la chambre haute après les Journées de juillet 1830.
Il fut nommé en 1833 membre de l'Académie des sciences, belles-lettres et arts de Besançon.

### Sources
- « Saint-Mauris-Chatenois (Charles-Emmanuel-Polycarpe, marquis de) », dans Adolphe Robert et Gaston Cougny, Dictionnaire des parlementaires français, Edgar Bourloton, 1889-1891 [détail de l’édition]
- « Saint-Mauris (Charles-Emmanuel-Polycarpe, marquis de) », dans Pierre Larousse, Grand dictionnaire universel du XIXe siècle, Paris, Administration du grand dictionnaire universel, 15 vol., 1863-1890 [détail des éditions].